# Claude-Henri Watelet
Claude-Henri Watelet (Parigi, 28 agosto 1718 – Parigi, 12 gennaio 1786) è stato un incisore, saggista, enciclopedista, fermier-général ed esperto di giardinaggio francese.
Fu membro della Académie française.
Watelet fu un ricco fermier-général che era anche un pittore dilettante, un rispettato incisore di acquaforte, un teorico dell'arte e un esperto di giardinaggio. La rendita che Watelet aveva nell'Orleanese lo lasciarono libero di seguire le proprie vocazioni: arte, letteratura e giardini. Il suo Essai sur les jardins, del 1774, fermamente basato sulle idee inglesi espresse da Thomas Whately, introdussero il giardino inglese in Francia, come jardin Anglois. Watelet divenne il centro del mondo dell'arte francese del suo tempo.

## Biografia
Watelet era nato a Parigi, e aveva preso dimora in rue Charlot e frequentava il salotto letterario del lunedì di Madame Geoffrin, dove dovrebbe aver incontrato La Live de Jully, che aveva inciso uno dei disegni di Watelet e che, come Watelet, era uno dei primo patroni di Greuze. Nel 1754 Watelet fu accolto come associato onorario nella Académie royale de peinture et de sculpture, nello stesso periodo di Bergeret de Grandcourt, un altro collezionista ed esperto la cui cooptazione fu sostenuta dal Ferme Générale.

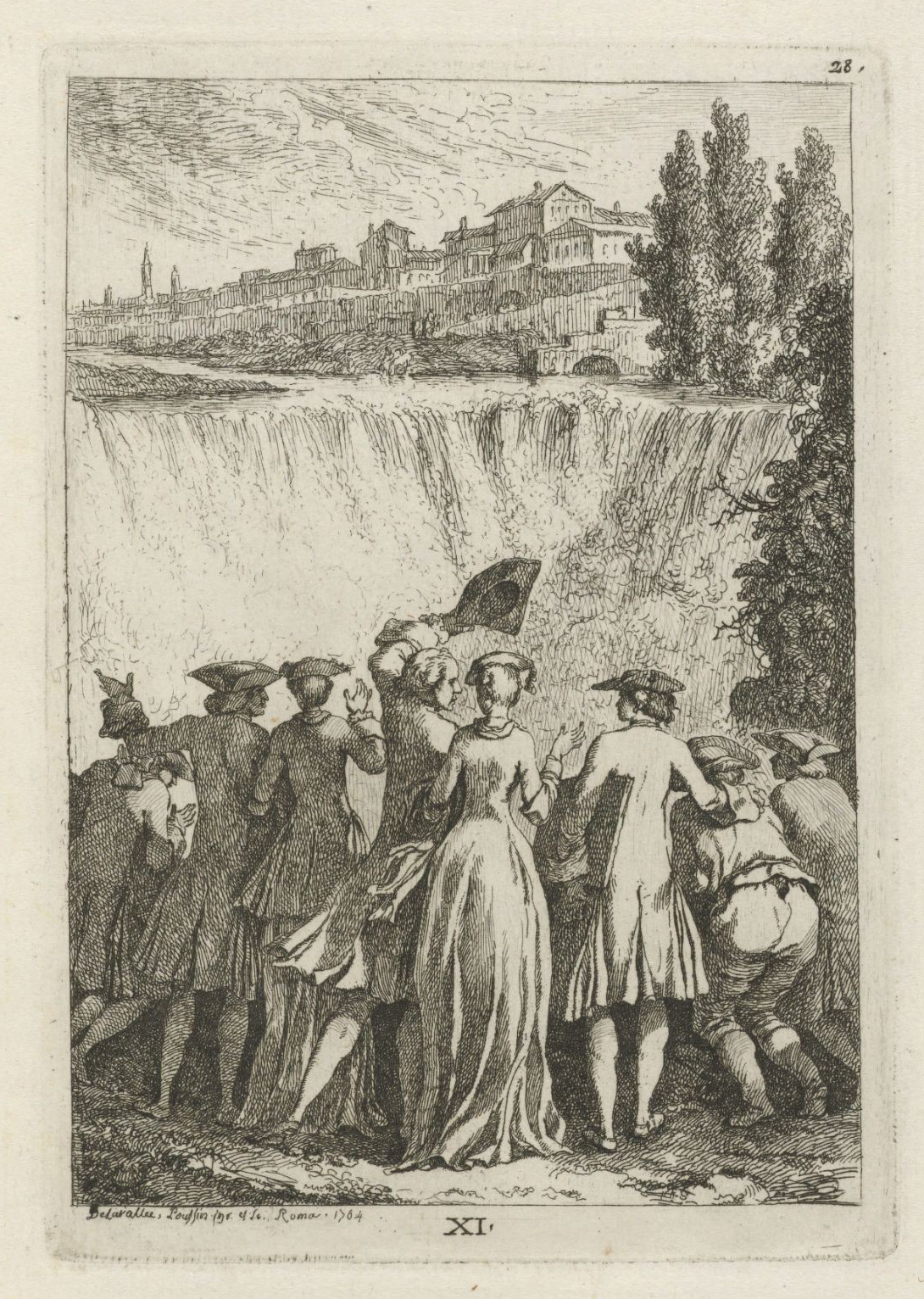
Una tavola de "Nella venuta in Roma di madama le Comte..."

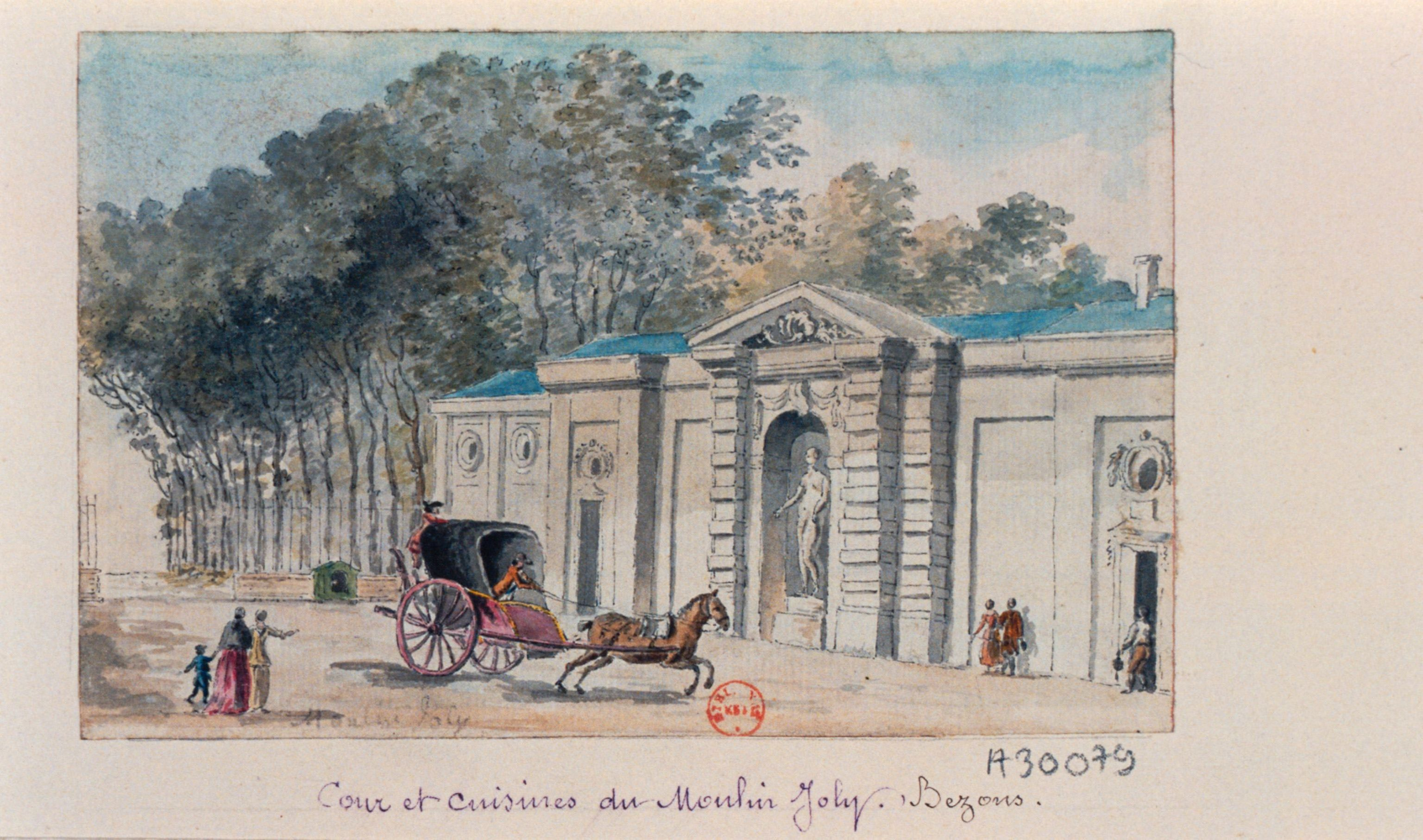
Il Moulin Joly

Nel 1760 fu eletto alla Académie française in forza del suo poema didattico L'Art de peindre. Il poema è composto di quattro chants dedicati a Disegno, Colore, Invenzione Pittorica e Invenzione Poetica. È seguito da precetti in prosa su Proporzioni, Insieme, Equilibrio o Peso e Movimento delle figure, Bellezza, Grazia, Armonia di Luce e Colori, Effetto, Espressione e Passioni. La seconda metà del lavoro fu decorata con sue incisioni e vignette illustrative, in cui si dimostrò un incisore di talento: Denis Diderot disse che se avesse avuto una copia del poema L'Art de peindre di Watelet, avrebbe tagliato via le illustrazioni per incorniciarle sotto vetro e avrebbe gettato il resto nel fuoco.
Una versione ampliata del saggio fornì le basi per un dizionario incompiuto di Watelet sulle belle arti.
In questo periodo Watelet iniziò un rapporto che durò una vita con la pastellista Marguerite Le Comte, una giovane donna sposata cui lui stava insegnando la tecnica dell'acquaforte. Con lei e con il suo vecchio tutore, l'abate François Copette della Sorbonne fece un secondo viaggio in Italia, 1763–64. A Roma, due pensionati della Académie de France à Rome misero insieme una raccolta di poemi di Luigi Subleyras, intitolata Nella venuta in Roma di madama le Comte e dei signori Watelet e Copette, che commemora la loro visita nel 1764; è illustrata con acqueforti, per lo più di Étienne de La Vallée Poussin, e di Franz Edmund Weirotter e Hubert Robert, la cui raccolta di dieci aqueforti Les Soirées de Rome, prodotta nello stesso periodo, fu dedicata Mme Le Conte. Winckelmann li portò a vedere le antichità di Villa Albani.
Nel Essai sur les Jardins, l'esperienza di Watelet con i fisiocratici formò la sua visione bucolica di una Francia che poteva essere in grado di tornare a una semplice economia agraria basata su un modello idealizzato di una fattoria a proprietà familiare. Dichiarò la sua dedizione alla filosofia di Rousseau nelle pagine di apertura del suo trattato di giardinaggio, che dava un dettagliato resoconto dell'impostazione di un ferme ornée, come quella che il poeta inglese William Shenstone aveva aperto a The Leasowes, iniziata nel 1743.
Watelet aveva preceduto il suo saggio con suoi esperimenti di giardinaggio in un'isola sulla Senna che possedeva a Colombes (Hauts-de-Seine); qui tra il 1754 e il 1772 creò quello che secondo era William Howard Adams "ambiente pittoresco unico in giardini francesi al momento della sua creazione" Il suo Moulin Joly ("bel mulino") offriva alloggio, una fattoria, stalle, un caseificio, un apiario, un mulino, passeggiate, gite viste ornate con sculture, un giardino floreale e un orto medicinale, con un laboratorio medico e infermeria, unendo bellezza e utilità. L'aspirazione verso una nuova sensibilità per un giardino atmosferico – che una pianta del Moulin Joly mostra che c'erano percorsi perfettamente rettilinei attraverso i boschi, è generalmente accreditata alla visione dei pittori della generazione di Watteau, che dipingeva nei giardino ora cresciuti impiantati nel secolo precedente. L'ispirazione di Watelin potrebbe in parte derivare da suo amico Boucher. Negli anni 40 del 1700, Jean-Baptiste Oudry aveva auto accesso ai giardini del principe di Guisa ad Arcueil e spesso portava con sé giovani artisti per disegnare con lui nei parchi abbandonati; Boucher l'accompagnò in più occasioni.
A causa della sua amicizia con il pittore François Boucher, e delle sue leioni di arte in Italia con Hubert Robert durante il suo viaggio giovanile, le influenze di Boucher e di "Robert-les-ruines" furono direttamente trasferite ai nuovi giardini francesi nel genre pittoresque. Nel 1780 il visionario architetto neoclassico Nicolas Le Camus de Mézières dedicò a Watelet Le génie de l'architecture, ou L'analogie de cet art avec nos sensations ("Il genio dell'architettura, o l'analogia di questa arte con le nostre sensazioni").
Il trattato di Watelet apparse lo stesso anno che il giardino di Maria Antonietta intorno al Petit Trianon iniziò a essere rimodellato; nel 1783 due lati del padiglione guardavano su piccole radure di prato circondate da distese e gruppi di alberi, e il suo petit hameau (piccolo borgo) era terminato, come una scenografia per una pastorale, specchiandosi all'estremità di un piccolo lago non più grande dello stagno di un villaggio.
Nel ritratto di Greuze, Watelet è mostrato con in mano un compasso e una riduzione in bronzo della Venere de' Medici sulla bureau plat, come se fosse nel processo di determinare il segreto della perfette proporzioni di un corpo femminile. Watelet scrisse articoli per la Encyclopédie; annotati da John R. Pannabecker, sulla pittura e l'incisione, contribuì al volume sulle vite dei titolari del posto di premier peintre du roi da Charles Le Brun (1752) e lavorò sul progetto di un Dictionaire des beaux-arts; la crescente debolezza e stanchezza superarono i suoi sforzi, e il lavoro fu completato e pubblicato dopo la sua morte.
Per assecondare il suo interesse per il palcoscenico scrisse una serie di commedie e brevi drammi pastorali, elencati di seguito. Sembra che due siano stati rappresentati, uno a una selezionata compagnia allo Château de Choisy.

## Pubblicazioni

### Arte
- Encyclopédie, "Gravure", vol. 7 (1757)
- Contributi a Vies des premiers peintres du roi, depuis M. Le Brun jusqu'à présent (1752).
- L'Art de peindre, poème, avec des réflexions sur les différentes parties de la peinture (1760). (on-line)
- Essai sur les jardins (1774). ristampa (Gérard Monfort), 2004. (on-line text)
- Dictionnaire des beaux-arts (2 volumi, 1788–91). Watelet's work was completed by Pierre-Charles Lévesque and others (On-line text at  and . Il dizionari fu ripubblicato in 5 volumi come Dictionnaire de arts de peinture, sculpture et gravure in 1792. Edizione in facsimile: L. F. Prault, Parigi/Minkoff, Ginevra, 1972.
- Rymbranesques ou Essais de gravures (1783). Album di incisioni di Rembrandt e Watelet. Dal 1767 le lastre di acqueforti su rame di Rembrandt erano conservate nella collezione di Watelet. Questo album sta all'inizio della tradizione di moderne ristampe delle acqueforti di Rembrandt:[20].

### Teatro
- La Maison de campagne à la mode, ou La comédie d'après nature, comédie en deux actes, en prose, composée en 1777 (1784). (on-line)
- Recueil de quelques ouvrages de M. Watelet, de l'Académie françoise et de celle de peinture (1784). 
  - Silvie
  - Zénéïde, en 1 acte, en prose, composée en janvier 1743
  - Les Statuaires d'Athènes, comédie en 3 actes en prose, composée en 1766 **Les Veuves, ou la Matrône d'Éphèse, comédie en 3 actes, en vers
  - Milon, intermède pastoral en 1 acte en vers
  - Deucalion et Pyrrha, opéra à grand spectacle, en 4 actes en vers, composé en 1765, exécuté au concert des écoles gratuites de dessin, le 29 avril 1772, dans la salle du Wauxhall de la foire St-Germain. (On-line text)].
  - Délie, drame lyrique en 1 acte en vers, composé en 1765
  - Phaon, drame lyrique en 2 actes en vers mêlé d'ariettes, représenté devant Leurs Majestés à Choisy en septembre 1778.

### Ulteriori letture
- Wiebenson, Dora, The Picturesque Garden in France (Princeton University Press) 1978.